# لیک مدیسن (داکوتای جنوبی)
لیک مدیسن (به انگلیسی: Lake Madison) یک منطقهٔ مسکونی در ایالات متحده آمریکا است که در شهرستان لیک، داکوتای جنوبی واقع شده‌است. لیک مدیسن ۶۸۳ نفر جمعیت دارد و ۴۸۸٫۹۱ متر بالاتر از سطح دریا واقع شده‌است.